# Diogo Rodrigues
Diogo Rodrigues (?, Portugalsko – 21. dubna 1577, Velha Goa, Portugalská Indie) byl portugalský mořeplavec, který prozkoumal a jako první Evropan mapoval ostrovy v Indickém oceánu. Je po něm pojmenováný ostrov Rodrigues. V roce 1528 prozkoumal ostrovy Réunion, Mauricius a Rodrigues. Dohromady tyto ostrovy pojmenoval Maskarény nebo Maskarénovy ostrovy na počest svého krajana mořeplavce a místokrále v Goa Pedro Mascarenhase, který ostrovy navštívil v roce 1512.

Podle José Nicolau da Fonsecy byl pohřben v Goa s nápisem na hrobě: 
| „ | Acqui Jaz Diogo Rodrigues o do Forte, Capitão DESTA Fortaleza, o kva derrubou os pagodes destas Terras. Falleceu á 21 de Abril de 1577 annos. | “ |

V českém překladu: "Zde leží Diogo Rodrigues z pevnosti. Kapitán této pevnosti, který zničil pagody těchto území. Zemřel 21. dubna léta Páně 1577.."
Během jeho působení v Goa byly všechny hinduistické chrámy v Salcette nedaleko města Margao zničeny. Osobně dohlížel na tuto zkázu. To vedlo k masovému exodu Hindů z portugalského území. Hinduisté s ikonami svých božstev uprchli přes řeku Zuari na území hinduistických králů Sonda. Mezi zničenými chrámy byly chrámy Ramnathi, Shantadurga a Mangeshi.